# Blauwpoort (Leiden)

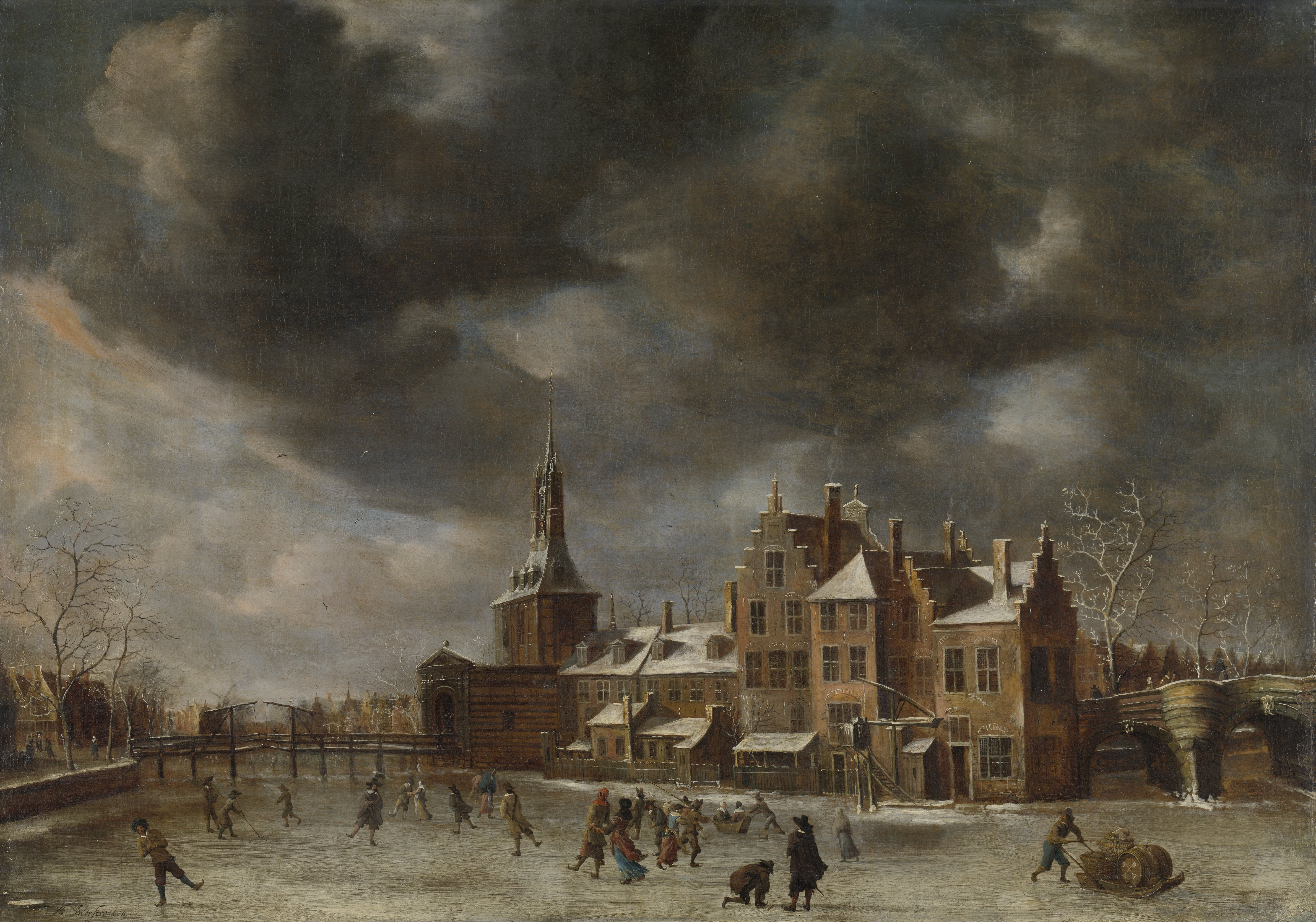
Schilderij (ca. 1636-1665) van Abraham Beerstraaten met op de achtergrond de Blauwpoort

De Blauwpoort (ook wel (oude) Rijnsburgerpoort) is voormalige stadspoort in de Nederlandse stad Leiden. Deze stadspoort bevond zich aan het begin van de Haarlemmerstraat. 
Het dankt zijn naam aan de blauwe Naamse steen waaruit hij was opgetrokken. De poort werd gebouwd van 1602 tot 1610. Hij verving de oude Lopsenpoort die was vervallen. Vlak nadat deze poort in 1610 gereed kwam vond een nieuwe stadsuitbreiding plaats. Aan de noordzijde werd de stad uitgebreid tot aan de huidige singels en de Oude Herengracht. Hiermee kwam de nieuwe Blauwpoort binnen de stad te liggen. De poort was dus nog gloednieuw toen hij overbodig werd. Toch werd hij pas in 1734 gesloopt. Aan de nieuwe stadsgrens verrezen drie nieuwe houten poorten: de Morspoort, de Rijnsburgerpoort en de Marepoort.
Het uurwerk en de klokken werden na afbraak in geplaatst in de Witte Poort.